# Bobital
 Bobital  (en bretón Bowidel) es una población y comuna francesa, en la región de Bretaña, departamento de Côtes-d'Armor, en el distrito de Dinan y cantón de Lanvallay.

## Demografía
| 376 | 408 | 565 | 782 | 934 | 865 |
| Para los censos de 1962 a 1999 la población legal corresponde a la población sin duplicidades (Fuente: INSEE [Consultar]) |     |     |     |     |     |

Forma parte del área urbana de Dinan.

## Eventos
- Festival des Terre-Neuvas